# Moyle
Moyle var ett distrikt i Nordirland. Bortsett från Scillyöarna och City of London, som har en speciell status, hade Moyle det minsta invånarantalet bland de administrativa distrikten i Storbritannien. Huvudort var Ballycastle. Distriktet låg i grevskapet Antrim.
Tre av de mest kända naturområdena i Nordirland ligger i området: Glens of Antrim, Rathlin Island och Giant's Causeway. Det sistnämnda är ett världsarv.
I samband med en distriktsreform i Nordirland 1 april 2015 slogs distrikten Ballymoney, Coleraine, Limavady och Moyle samman till distriktet  Causeway Coast and Glens. 

## Städer
- Armoy
- Ballintoy
- Ballycastle
- Bushmills
- Cushendall
- Cushendun
- Waterfoot